# Miriam Snitzer
Miriam Jacqueline Snitzer (6 de octubre de 1922 – 6 de septiembre de 1966), también conocida como Miriam Snitzer Clark, fue una actriz estadounidense.

## Vida
Snitzer nació en Cincinnati, Ohio, el 6 de octubre de 1922, hija de Marie Donahue Snitzer y Louis A. Snitzer, un agente de Hollywood que representaba a clientes como el actor Buster Crabbe. Tenía dos hermanos, James G. Snitzer, que sería actor y moriría en combate durante la Segunda Guerra Mundial, y Louis T. Snitzer.
Durante su juventud, la familia Snitzer vivió en Cincinnati. Con el tiempo, se trasladó a Los Ángeles, donde estableció fuertes vínculos con la industria cinematográfica de Hollywood. Los Snitzer residían en Benedict Canyon Road, en Beverly Hills, California. Snitzer apareció en numerosas películas, incluida la producción de 1947, Easy Come, Easy Go.

En diciembre de 1961 Snitzer se casó con Joseph C. Clark, más de diez años mayor que ella. Snitzer murió el 6 de septiembre de 1966 en California. Está enterrada en el cementerio de Holy Cross, en Culver City, California. Apenas dos meses después de su muerte, falleció su padre Louis.